# Priapismo

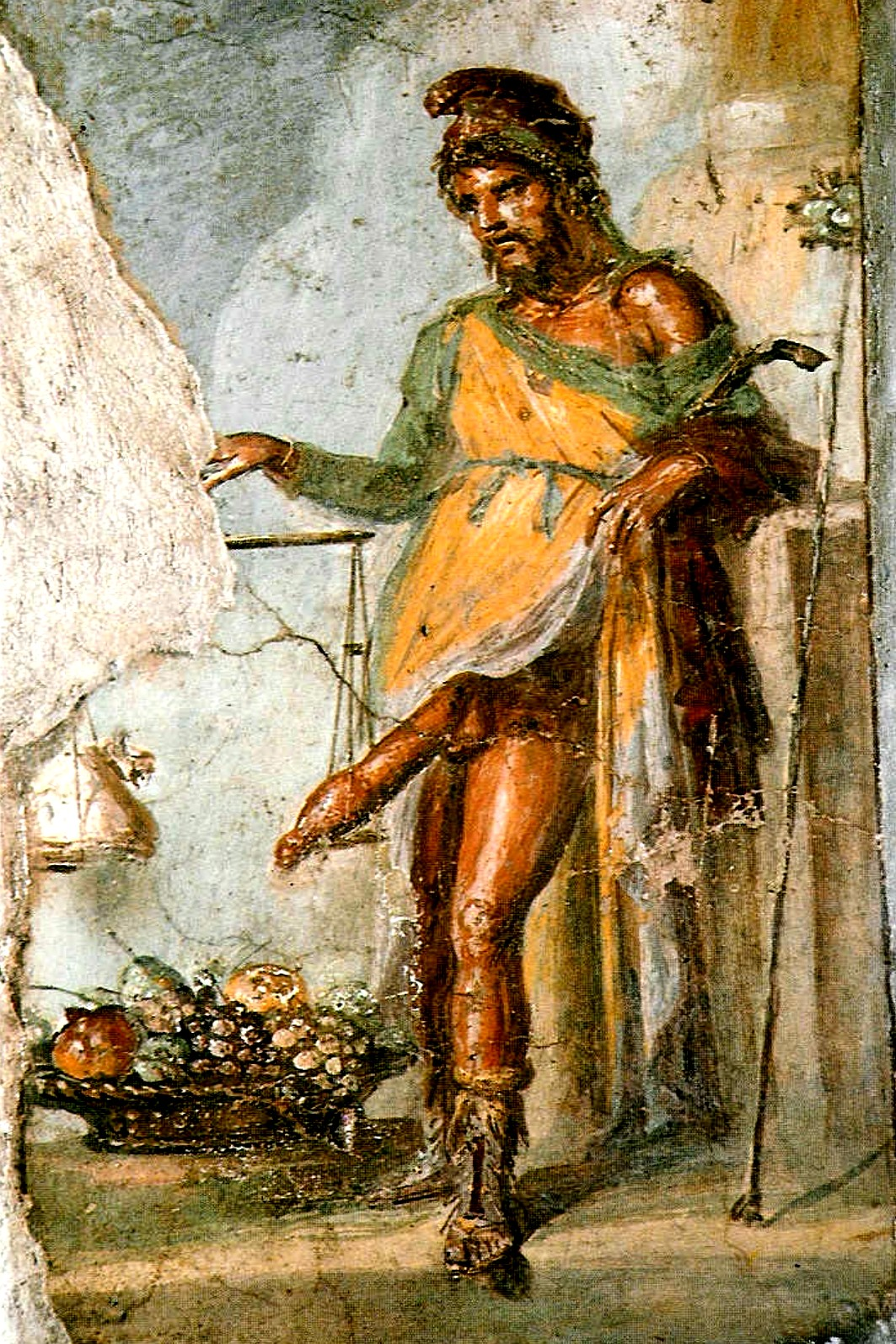
Priapo, deus grego da fertilidade, deu origem ao termo.

Priapismo é uma condição médica geralmente dolorosa e potencialmente danosa na qual o pênis ereto não retorna ao seu estado flácido, apesar da ausência de estimulação física e psicológica. A ereção dura em média 4 horas, e pode levar à impotência sexual definitiva.
O priapismo é uma emergência médica e o recomendado é procurar atendimento de emergência prontamente.
O nome vem do deus Priapo da mitologia grega, que tinha um pênis exageradamente grande e que permanecia sempre ereto.

## Causas
Os mecanismos que causam o priapismo são pouco compreendidos mas envolvem complexos fatores neurológicos e vasculares.
O priapismo pode estar associado a distúrbios hematológicos, especialmente a anemia falciforme e outras condições como a leucemia, talassemia e doença de Fabry, e distúrbios neurológicos como lesões e traumas à medula espinal (o priapismo já foi relatado em vítimas de enforcamento).
O priapismo também pode ser causado por medicamentos. Os medicamentos mais comuns que causam priapismo são as injeções intravenosas para o tratamento da disfunção erétil (papaverina, alprostadil). Outros grupos relatados são os antihipertensivos, antipsicóticos (por exemplo chlorpromazina, clozapina), antidepressivos (mais notavelmente a trazodone), anticoagulantes, e drogas recreacionais (álcool e cocaína). Os inibidores da fosfodiesterase tipo-5 (PDE5) como a sildenafila (popularmente conhecida como Viagra), a tadalafila e a vardenafila provavelmente não causam priapismo. Também pode ser causada por picada de aranha como por exemplo a aranha "armadeira".

### Tipos de priapismo

#### Lesão venosa
É a situação onde o sangue que chega ao pênis através das artérias, não consegue retornar ao corpo por uma obstrução no conjunto de veias que drenam o pênis. Por esse motivo, a pressão do sangue dentro do pênis é elevada, com pouco oxigênio e a dificuldade do sangue chegar até as fibras sensitivas do pênis, gera um quadro doloroso.
Anemia falciforme, substâncias que provocam ereção artificial quando injetadas no pênis (papaverina), doenças neurológicas que geram um quadro de lesão de fibras nervosas envolvidas no mecanismo de ereção (hérnia de disco intervertebral, por exemplo) e algumas situações de utilização de medicamentos como hipotensores (prazosin), anti-depressivos (p.ex: fluoxetine = Prozac), anticoagulantes (heparina), bebidas alcoólicas e drogas como cocaína. Acidentes com grande lesão do períneo e hemorragia local podem também comprometer a drenagem do sangue peniano por compressão e gerar um quadro de priapismo.

#### Lesão arterial
É a situação em que há a ruptura de uma ou mais artérias que levam o sangue até o pênis. Nessa situação, o sangue chega em grande volume e de forma rápida ao pênis, enquanto o escoamento é lento, gerando assim o estado de ereção prolongada.
Condições que gerem ruptura das artérias que levam o sangue para o pênis como trauma perineal e/ou peniano. A grande diferença estará na consistência do pênis que nessa condição, não é de tanta rigidez como no caso da lesão venosa uma vez que mesmo que de forma mais lenta que à chegada do sangue, o sangue consegue deixar o pênis e por esse motivo, pode gerar um estado parcial de ereção e que pode perdurar por um longo período, sem causar dor e muitas vezes sem prejudicar o ato sexual.

## Complicações
As potenciais complicações incluem isquemia, coagulação do sangue retido no pênis (trombose) e o dano aos vasos sanguíneos do pênis podem resultar em disfunção eréteis ou impotência no futuro. Em casos mais graves, a isquemia pode resultar em gangrena, o que pode fazer com que a remoção do pênis seja necessária.

## Tratamento
O tratamento do priapismo muitas vezes necessita de atendimento médico urgente. No caso da lesão venosa, a primeira conduta é puncionar o pênis para aspirar o sangue que se encontra estagnado dentro de pênis e pela mesma punção, introduzir substâncias como noradrenalina que ajudariam na detumescência (regressão da ereção) peniana. Caso essa manobra não solucione o problema, há necessidade de intervenção cirúrgica, para se criar uma comunicação de escape do sangue (chamada de shunt) e com isso, permitir a saída do sangue estagnado no interior do pênis. Na lesão arterial, muitas vezes a ligadura cirúrgica da artéria sangrante ou a obstrução dessa artéria por cateterismo (embolização) pode resolver o problema.
Existe também uma forma natural para que haja o retorno do sangue estagnado dentro do pênis, que vem a ser a prática de exercícios físicos com grande ênfase em suas realizações, desde a realização de flexões e posteriormente, permanência pelo tempo que for necessário e possível em uma prancha reta. A justificativa para o sucesso nessa forma natural vem a ser a liberação de adrenalina e consequente relaxamento do membro, ou seja, retorno do sangue e sua fluidez pelo mesmo. Ainda assim, após verificar o relaxamento do membro importante segurá-lo por alguns minutos a fim de que não retorne ao estado ereto.